# Maren Völz
Maren Völz (Schenkenberg, 20 de novembro de 1999) é uma remadora alemã.

## Carreira
Völz ficou em sexto lugar no double scull no Campeonato Mundial Júnior de 2016. Um ano depois, ela terminou em segundo lugar no skiff duplo no Campeonato Mundial Júnior de 2017 junto com Nora Peuser. No Campeonato Mundial Sub-23 de 2018, Völz remou para o quarto lugar nos sculls quádruplos. Um ano depois, no Campeonato Mundial Sub-23 de 2019 em Sarasota, Völz foi o único remanescente do double scull do ano anterior. Emma Appel, Maren Völz, Tabea Kuhnert e Laura Kampmann conquistaram a medalha de prata atrás das britânicas.
Nos Jogos Olímpicos de Verão de 2024, em Paris, conquistou a medalha de bronze na competição de skiff quádruplo feminino, ao lado de Tabea Schendekehl, Leonie Menzel e Pia Greiten com o tempo de 6:19.70.